# كريستوفر كيمبل
كريستوفر كيمبل (بالإنجليزية: Christopher Kimball)‏ هو مقدم برامج إذاعية أمريكي، ولد في 5 يونيو 1951 في ري في الولايات المتحدة.

## وصلات خارجية
- كريستوفر كيمبل على موقع IMDb (الإنجليزية)
- كريستوفر كيمبل على موقع قاعدة بيانات الفيلم (الإنجليزية)